# Tricholomopsis
Genere Tricholomopsis Singer, Schweizerische Zeitschrift für Pilzkunde 17: 56 (1939).
Al genere Tricholomopsis appartengono funghi lignicoli. Fino a qualche anno fa vi apparteneva la sola specie Tricholomopsis rutilans.

## Specie di Tricholomopsis
La specie tipo per il genere è il Tricholomopsis rutilans (Schaeff.) Singer (1939).
Altre specie del genere Tricholomopsis sono:
- Tricholomopsis decora (Fr.) Singer (1939)
- Tricholomopsis ornaticeps (G. Stev.) E. Horak (1971)

## Etimologia
Dal greco ópsis = sembianza, simile al Tricholoma